# Varvsbron
För Varvsbron i Norrköping, se Varvsbron, Norrköping
Varvsbron  är en gång- och cykelbro mellan Helsingborg C och stadsdelen Oceanhamnen i Helsingborg.
Bron är en snedkabelbro med två snedställda pyloner som har ritats av den engelske arkitekten Stephen James. Den är 221,5 meter lång och väger cirka 550 ton. Bron, som svänger sig mjukt i både höjd- och sidled, vilar på sex fundament, varav två i hamnbassängen. Vid den norra pylonen finns en utsiktsplats och vid den södra en anslutning till en park och en  lekplats med djungeltema. Bron kostade 125 miljoner att bygga.
Varvsbron nominerades till Trafikverkets arkitekturpris  våren 2022 och tilldelades det internationella priset Eugene C. Figg Jr. Medal For Signature Bridges samma år.
I oktober 2023 tilldelades bron Stålbyggnadspriset.